# Spider-Man schlägt zurück
Spider-Man schlägt zurück (Originaltitel: Spider-Man Strikes Back) ist ein US-amerikanischer Fernsehfilm aus dem Jahr 1978. Die Grundlage bildete die Marvel-Comicfigur Spider-Man, in die sich der Fotograf Peter Parker verwandelt. Es handelt sich um die zweite Realverfilmung der Spider-Man-Comics und entspricht den Folgen 2 und 3 der Fernsehserie The Amazing Spider-Man die in Deutschland in den Kinos zur Aufführung kam.

## Handlung
An der New York State University hat einer der Tutoren von Peter Parker versehentlich drei Studenten alle Materialien gegeben, die sie zur Herstellung einer Atombombe benötigen. Mit dem Plutonium versuchen die Schüler, eine Bombe zu bauen, um die Gefahren der Atomkraft zu veranschaulichen. Während Peter Parker versucht herauszufinden, was passiert ist, verdächtigt ihn die Polizei des Verbrechens und Peter muss sich mit einem attraktiven Journalisten namens Gale Hoffman auseinandersetzen, der entschlossen ist, nach seiner öffentlich bekannt gewordenen Rettung ein Interview mit Spider-Man zu führen.
Um ihren Standpunkt zu verdeutlichen, stehlen die Schüler etwas Plutonium aus dem Labor. Spider-Man versucht erfolglos, den Diebstahl zu verhindern. Dabei wird er allerdings von Sicherheitsleuten gesehen und natürlich für den Diebstahl verantwortlich gemacht. In der Schweiz liest der Bösewicht Mr. White einen Zeitungsbericht über den Diebstahl und schließt daraus, dass es eher die Studenten als Spider-Man waren, die das radioaktive Material gestohlen haben. Er plant, die Schüler von ihren unrechtmäßigen Gewinnen zu entlasten. Er reist sofort mit seinem monströsen Handlanger Angel in die USA ab.
White lässt seine Handlanger das Plutonium stehlen, damit er seine eigene Version der Waffe konstruieren kann. Spider-Man ist gezwungen, diesen intriganten Bösewicht zu besiegen, um zu verhindern, dass er das World Trade Center in die Luft jagt. White entführt Peter, um das Plutonium zu lokalisieren. Als einer der am Diebstahl beteiligten Studenten mit einer Strahlenvergiftung ins Krankenhaus eingeliefert wird, verwandelt Peter sich in Spider-Man, um das Plutonium aufzuspüren. Aber White und Angel kommen zuerst dorthin. Im darauffolgenden Kampf hat Spider-Man ein zwölfstöckiges Gebäude weggeschleudert und stürzt scheinbar in den Tod, kann sich jedoch mithilfe eines Netzes retten. Aber in der Verwirrung entkommen Weiß und Engel mit dem Plutonium.
J. Jonah Jameson ist der Besitzer von The Daily Bugle und entdeckt, dass White nach Los Angeles geflohen ist, und arrangiert, dass Peter Parker und Gale Hoffman auf der Suche nach White an die Westküste reisen. Mr. White verlangt 1.000.000.000 US-Dollar als Gegenleistung dafür, dass er die Plutoniumbombe in einem dicht besiedelten Gebiet nicht zündet. Die Behörden gehen fälschlicherweise davon aus, dass er New York meint. Tatsächlich plant White, die Bombe in Los Angeles zu zünden, wenn der Präsident dort eine Rede hält.
Spider-Man verfolgt White schließlich zu seinem Versteck und erfährt von dessen Plänen. Er findet die Bombe und entschärft sie in letzter Sekunde. White aber entkommt und schwört, dass er und Spider-Man sich wieder sehen werden.

## Synchronisation
| Rolle                     | Schauspieler      | Synchronsprecher  |
| ------------------------- | ----------------- | ----------------- |
| Peter Parker / Spider-Man | Nicholas Hammond  | Ivar Combrinck    |
| Angel                     | Lawrence P. Casey | Gernot Duda       |
| Cela Wilson               | Anne Bloom        | Dagmar Heller     |
| Captain Barbera           | Michael Pataki    | Benno Hoffmann    |
| Mr. White                 | Robert Alda       | Wolf Ackva        |
| Craig                     | Randolph Powell   | Michael Brennicke |

## Produktion und Veröffentlichung
Der Film entstand bei Charles Fries Productions als Kompilation der Folgen 2 und 3 der Serie The Amazing Spider-Man, die 1979 in den USA im Fernsehen gezeigt wurde. Regie führte Ron Satlof und das Drehbuch schrieb Robert Janes, der auch der Produzent war. Die Musik komponierte Stu Philipps und für die Kameraführung war Vincent Jack Whitman verantwortlich. Die künstlerische Leitung lag bei William McAllister und für den Schnitt verantwortlich waren Erwin Dumbrille und David Newhouse.
Der Film erschien am 8. Mai 1978 in Europa in die Kinos.
1980 erschien der Film in den Vereinigtes Königreich auf VHS und später auch in Deutschland.

## Rezeption
Der Filmdienst bezeichnete den Film als „Routinearbeit, naiv, klischeehaft, diesmal ohne nennenswerte Spannungs- oder Actionelemente.“